# جشت
جشت شريف أو جشت هي بلدة في مقاطعة جشت شريف ولاية هرات في أفغانستان.
تنسب إليها الطريقة الجشتية الصوفية، ولمؤسسها مودود جشتي ضريح في هذه البلدة.